# Lynchia pilosa
Lynchia pilosa är en tvåvingeart som först beskrevs av Pierre Justin Marie Macquart 1843.
Lynchia pilosa ingår i släktet Lynchia och familjen lusflugor. Inga underarter finns listade i Catalogue of Life.